# 한국전분당협회
한국전분당협회(Korea Corn Processing Industry Association, KOCPIA)는 가공원료 확보 및 기타 사업수행을 목적으로 1973년 5월 8일 설립된 사단법인이다. 사무실은 경기도 안양시 동안구 비산동 1112-1, 안양건설타워 809호에 있다.

## 주요 사업
- 정부 식량정책의 협조
- 외국산 옥수수의 시장조사 및 수입알선
- 가공용 원자재의 공동구매 또는 알선과 부산물의 공급 알선
- 옥수수 수급을 위한 정부지원자금의 수배와 알선
- 업계를 위한 정부지원자금의 수배와 알선